# Walenty Działowski
Walenty Ignacy Działowski (ur. 20 stycznia 1848, zm. 11 listopada 1918 w Mielcu) – polski rymarz, działacz społeczny, uczestnik powstania styczniowego.

## Życiorys
Był synem Jana Działowskiego i Marianny z domu Piechocińskiej. Prawdopodobnie od 1859 roku terminował w jednym z mieleckich zakładów rzemieślniczych. Naukę zawodu przerwał wybuch powstania styczniowego. Działowski pomagał w produkcji ekwipunku dla powstańców i dostarczaniu go do Lisiej Góry koło Tarnowa. W październiku 1863 roku, jako ochotnik, dołączył do oddziału organizowanego przez pułkownika Dionizego Czachowskiego. Został ranny w bitwie pod Rybnicą. Z uwagi na postępujące zakażenie, prawa noga powstańca musiała zostać amputowana. Następnie prawdopodobnie był leczony w szpitalu w Klimontowie lub udał się do Kazimierzy Wielkiej. Na terenie Kielecczyzny miał dokończyć naukę zawodu. Księgi metrykalne potwierdzają, że jako inwalida wojenny mieszkał w Mielcu już w latach 80. XIX wieku. Otworzył tu zakład rymarski przy ulicy Dworskiej. Należał do grona znanych i szanowanych mieszkańców, kultywując postawę patriotyczną i uczestnicząc w życiu społecznym miasta. Zmarł 11 listopada 1918 roku. Na łożu śmierci miał dowiedzieć się, że Polska odzyskała niepodległość. Został pochowany na mieleckim cmentarzu parafialnym. Ciało złożono w kaplicy rodzin Piechocińskich i Ratusińskich.

## Życie prywatne
Dwukrotnie żonaty. 21 kwietnia 1874 roku w Piotrkowicach wziął ślub z Marianną Ginter. Ze związku narodziła się co najmniej czwórka dzieci: Jadwiga, Tadeusz, Ludwik i Władysław. Po śmierci pierwszej żony związał się ze Stefanią Sobieską, konspiratorką współpracującą z POW. Z drugiego małżeństwa, zawartego 23 października 1887 roku, na świat przyszło czternaścioro dzieci: Natalia, Matylda, Michalina, Otylia, Edward Jan, Genowefa Bronisława, Felicja, Franciszka Ksawera, Stanisław Józef, Maria Emilia, Mieczysław Bronisław, Adela Zofia, Bogusława Salomea oraz Irena. Synowie Stanisław oraz Mieczysław zasłynęli w II RP jako piloci i konstruktorzy. Walenty Działowski jest dziadkiem Ryszarda Sajdaka, pułkownika Sił Zbrojnych PRL, dowódcy 2. Brygady Radiotechnicznej oraz Mieczysława Działowskiego, pilota, wykładowcy i pisarza związanego z Mielcem.

## Upamiętnienie
Jest patronem ulicy w Mielcu, na osiedlu Cyranka. W 2013 roku Muzeum Regionalne w Mielcu opublikowało książkę autorstwa Krzysztofa Haptasia zatytułowaną „Walenty Działowski (1848-1918). Rzemieślnik. Powstaniec styczniowy. Ojciec rodziny”.